# 피코사이아노빌린

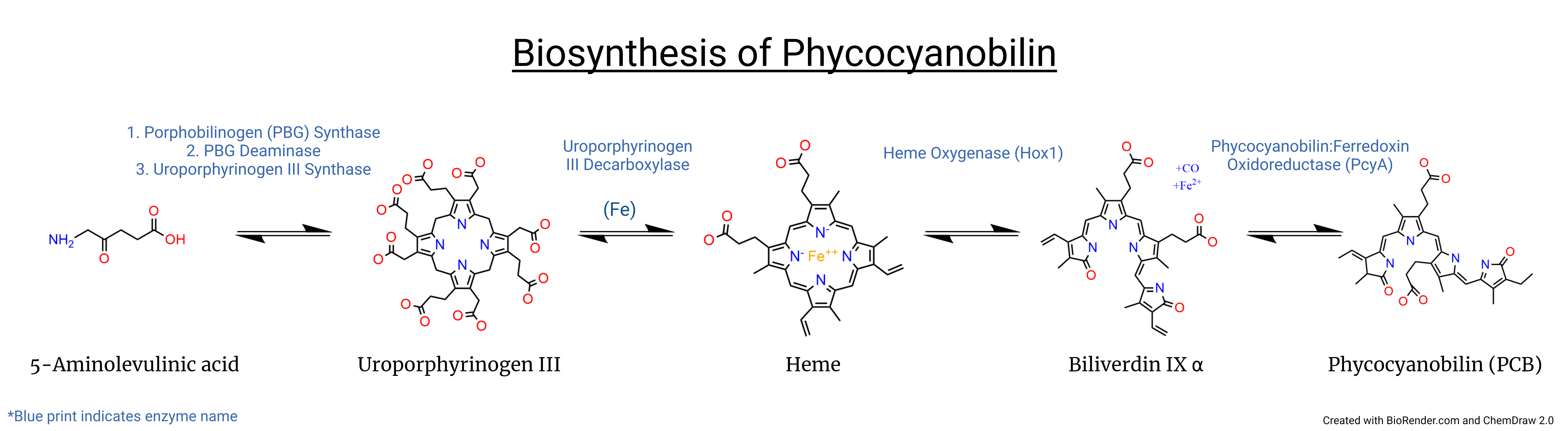
피코사이아노빌린의 생합성

피코사이아노빌린(영어: phycocyanobilin)은 청색의 피코빌린, 즉 남세균과 홍조류, 녹조류, 일부 은편모조류의 엽록체에서 발견되는 테트라피롤 발색단이다. 피코시아노빌린이라고도 한다. 피코사이아노빌린은 피코빌리단백질인 알로피코사이아닌과 피코사이아닌에만 존재하며, 에너지의 최종 수용체이다. 이는 싸이오에터 결합에 의해 이러한 피코빌리단백질에 공유 결합으로 연결된다.
피코사이아노빌린(PCB)은 주로 사람의 혈액에서 발견되는 단백질인 사람 혈청 알부민(HSA)에 결합하는 능력을 가지고 있다. 이러한 PCB-HCA 복합체는 HSA의 구조에 이점을 주어 HSA의 열 안정성을 높이고 다른 단백질의 단백질 분해 활성을 방지하는 능력을 높인다.

## 생합성 경로
피코사이아노빌린의 생합성 경로는 5-아미노레불린산(5-ALA)으로 시작된다. 두 분자의 5-아미노레불린산은 포르포빌리노젠 생성효소에 의해 촉매되는 축합 반응을 거쳐 포르포빌리노젠(PBG) 분자(표시되지 않음)를 생성한다. 4분자의 포르포빌리노젠은 포르포빌리노젠 탈아미노화효소에 의해 선형 테트라피롤로 중합된다. 이 반응 과정에서 4개의 암모니아 분자가 방출된다. 테트라피롤의 완성은 유로포르피리노젠 III 생성효소에 의해 수행되어 거대 고리 유로포르피리노젠 III가 생성된다. 유로포르피리노젠 III는 유로포르피리노젠 III 탈카복실화효소에 으해 헴으로 전환된다. 헴 분자는 빌리베르딘 XI α로 전환된다. 빌리베르딘은 피코사이아닌 페레독신 산화환원효소 PcyA에 의해 최종적으로 피코사이아노빌린(PCB)으로 환원된다. 1989년의 문헌에는 피토크로모빌린이 최종 전환 과정에서 중간생성물로 포함되어 있다.

## 같이 보기
- 피코빌리단백질
- 피코빌린
- 테트라피롤

## 더 읽을거리
- Cole, W. J.; Chapman, David J.; Siegelman, Harold W. (1967). “Structure of phycocyanobilin”. 《Journal of the American Chemical Society》 89 (14): 3643–3645. doi:10.1021/ja00990a055. ISSN 0002-7863.